# فیلادلفیا سونتی‌سیکسرز
فیلادلفیا سِوِنتی‌سیکسرز به (انگلیسی Philadelphia 76ers) یکی از تیم‌های حاضر اتحادیه ملی بسکتبال آمریکا است و مَقر آن در فیلادلفیا ایالت پنسیلوانیا قرار دارد. این تیم در منطقه آتلانتیک کنفرانس شرق ان‌بی‌ای قرار دارد. نام قبلی این تیم شهروندان سیراکوز بود؛ که به عنوان یکی از تیم‌های قدیمی ان‌بی‌ای شناخته می‌شد. پس از انتقال این تیم به شهر فیلادلفیا در سال ۱۹۶۳، مسابقه‌ای برای انتخاب نام جدید تیم برگزار شد که نام «سونتی‌سیکسرز» که شخصی به نام «والتر استالبرگ» آن را پیشنهاد داده بود انتخاب شد. این نام برای ادای احترام به مردانی که کشور ایالات متحده را در سال ۱۷۷۶ تأسیس کردند، انتخاب شد.
تیم فیلادلفیا دارای تاریخچه‌ای غنی است. تعداد زیادی از بزرگ‌ترین بازیکنان ان‌بی‌ای نظیر ویلت چمبرلین، جولیوس اروینگ، مؤسس مالون، چارلز بارکلی و آلن آیورسن در این تیم بازی کرده‌اند. این تیم سه بار قهرمان لیگ ان‌بی‌ای شده‌است که اولین بار آن در سال ۱۹۵۵ به دست آمده‌است. دومین قهرمانی این تیم در فصل ۶۶–۶۷ و با رهبری سنتر پر آوازهٔ این تیم یعنی ویلت چمبرلین به دست آمد. آخرین قهرمانی این تیم نیز به ۳۰ سال پیش و فصل ۸۲–۸۳ برمی گردد که بازیکنانی مثل اروینگ و مالون در این تیم بازی می‌کردند. پس از سال ۸۳ تیم فیلادلفیا سیکسرز تنها یکبار در سال ۲۰۰۱ با حضور آلن آیورسن به فینال ان بی ای رسید که در این فینال نیز با نتیجه ۴ بر ۱ مغلوب لس آنجلس لیکرز شد.

## بازیکنان

### سابق
از بازیکنان برجسته سابق این تیم می‌توان ویلت چمبرلین و آلن آیورسن و جولیوس اروینگ را نام برد.

## نگارخانه

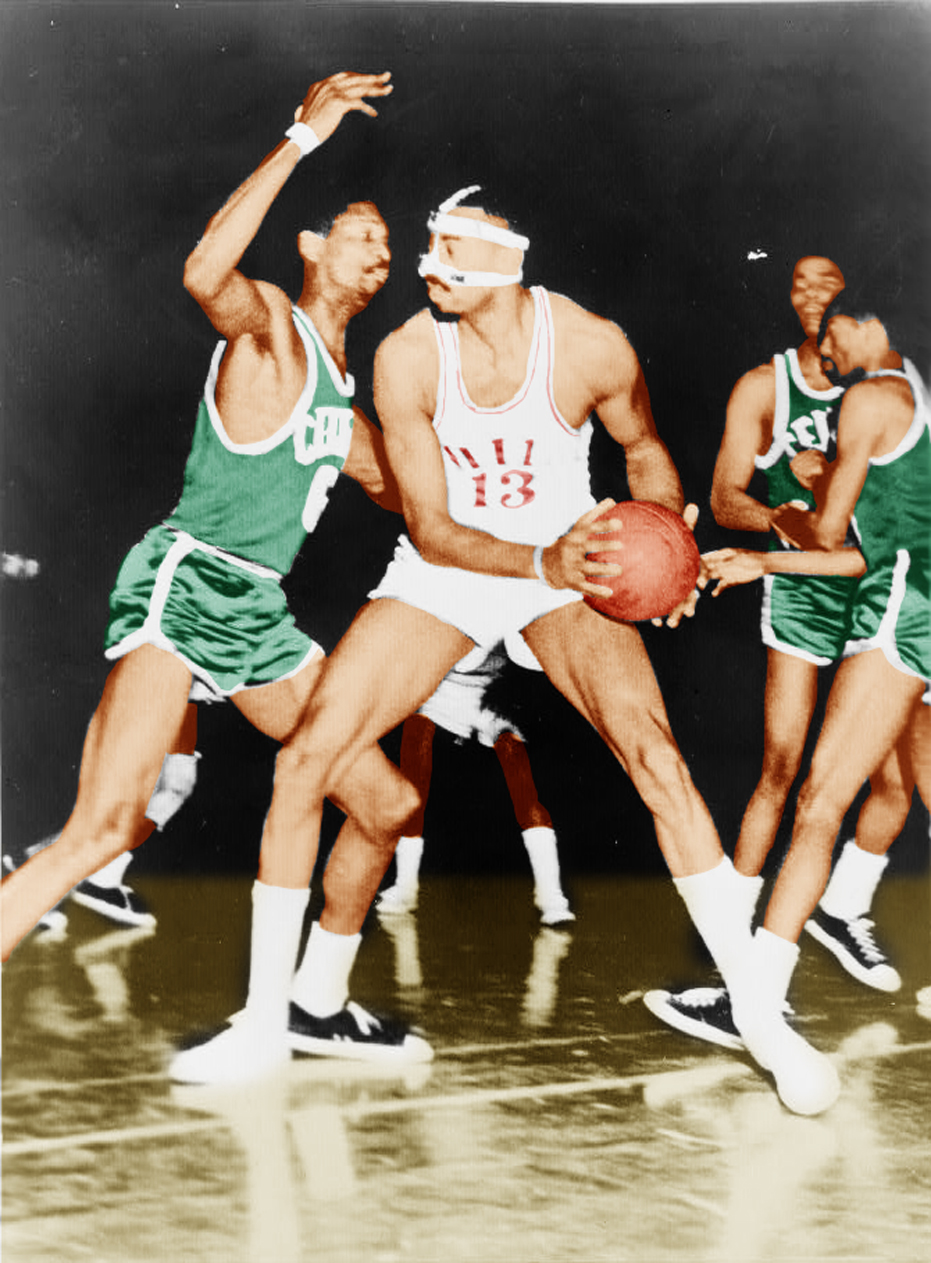
اسطوره بسکتبال ویلت چمبرلین
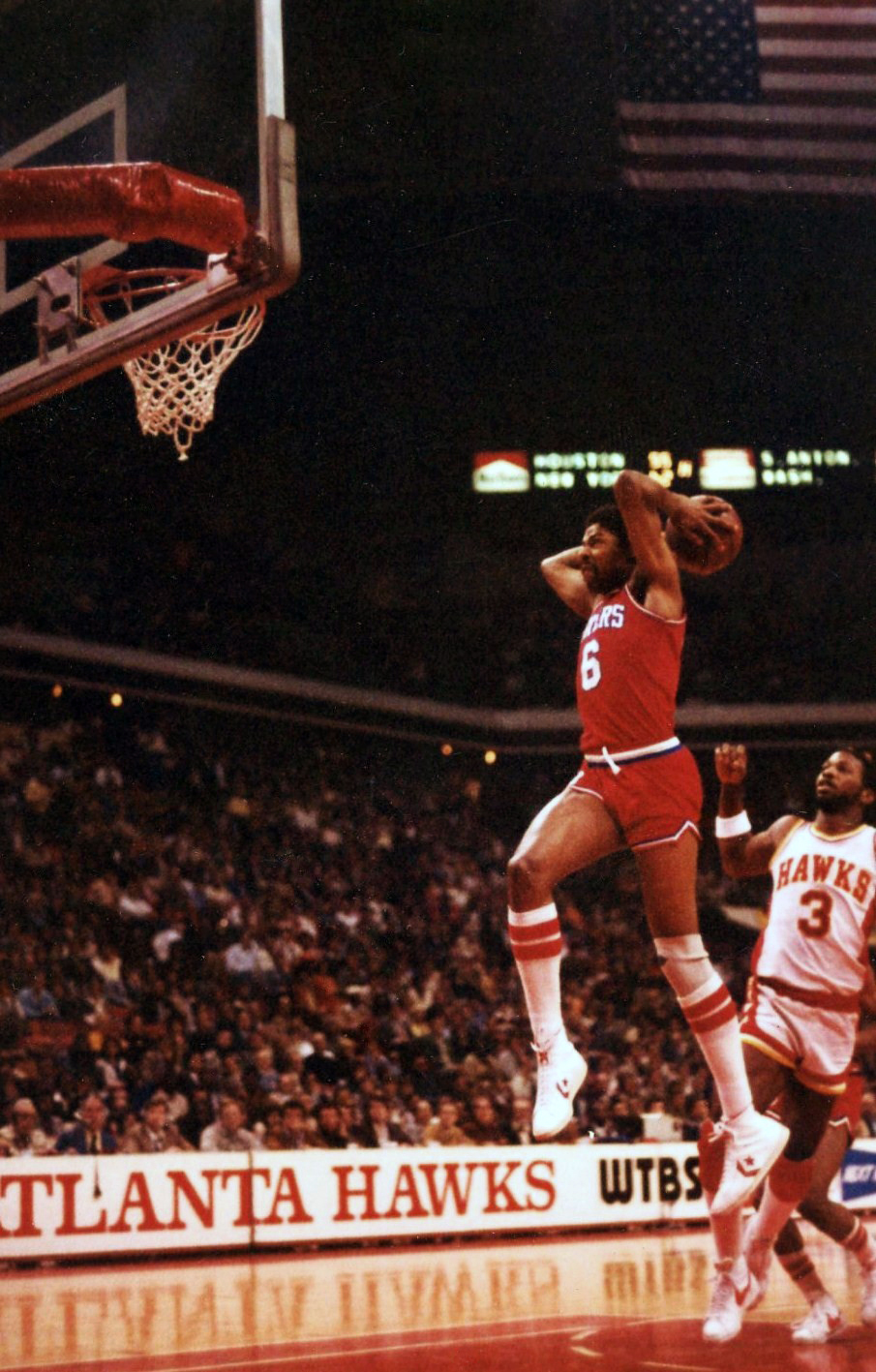
اسطوره بسکتبال جولیوس اروینگ
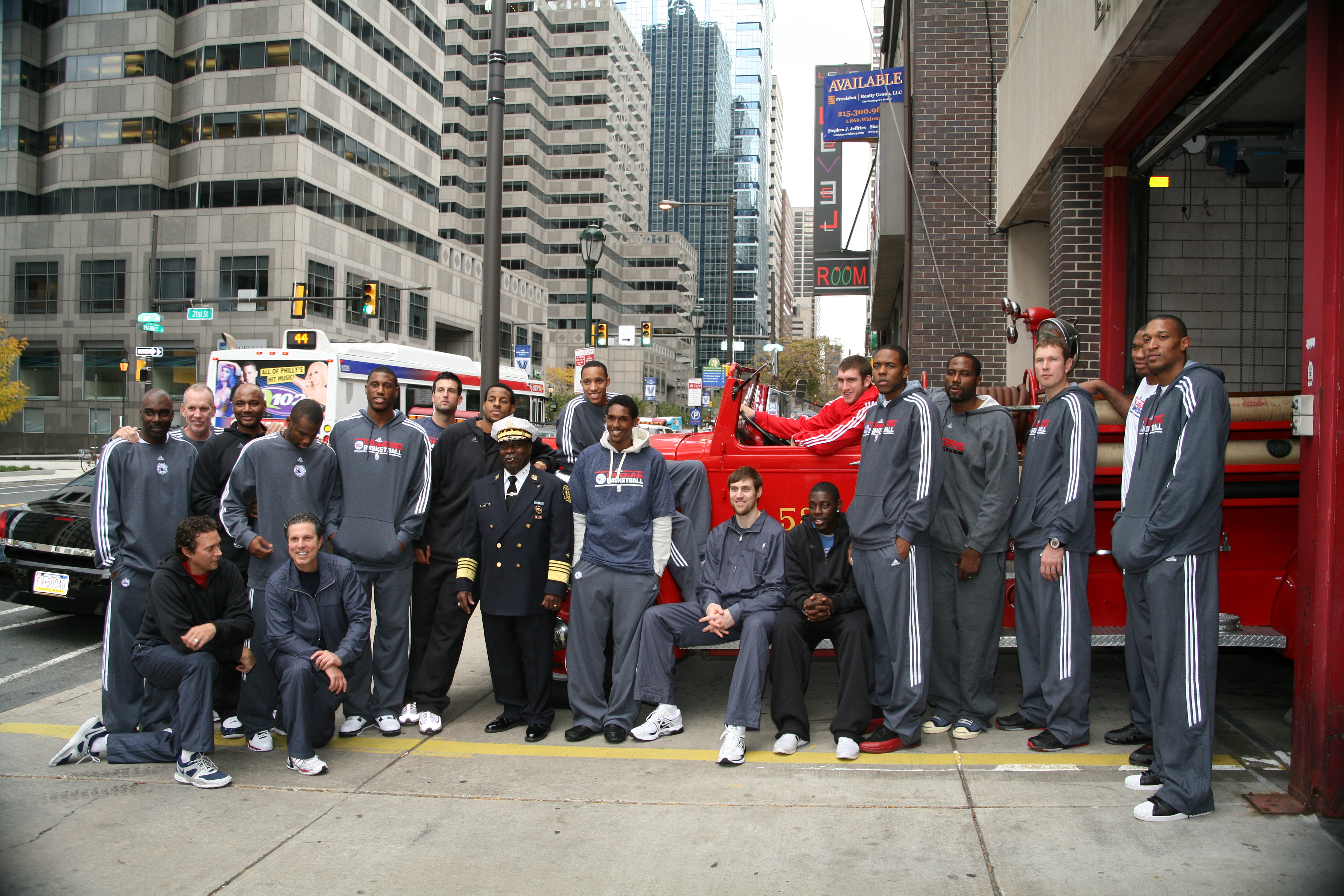
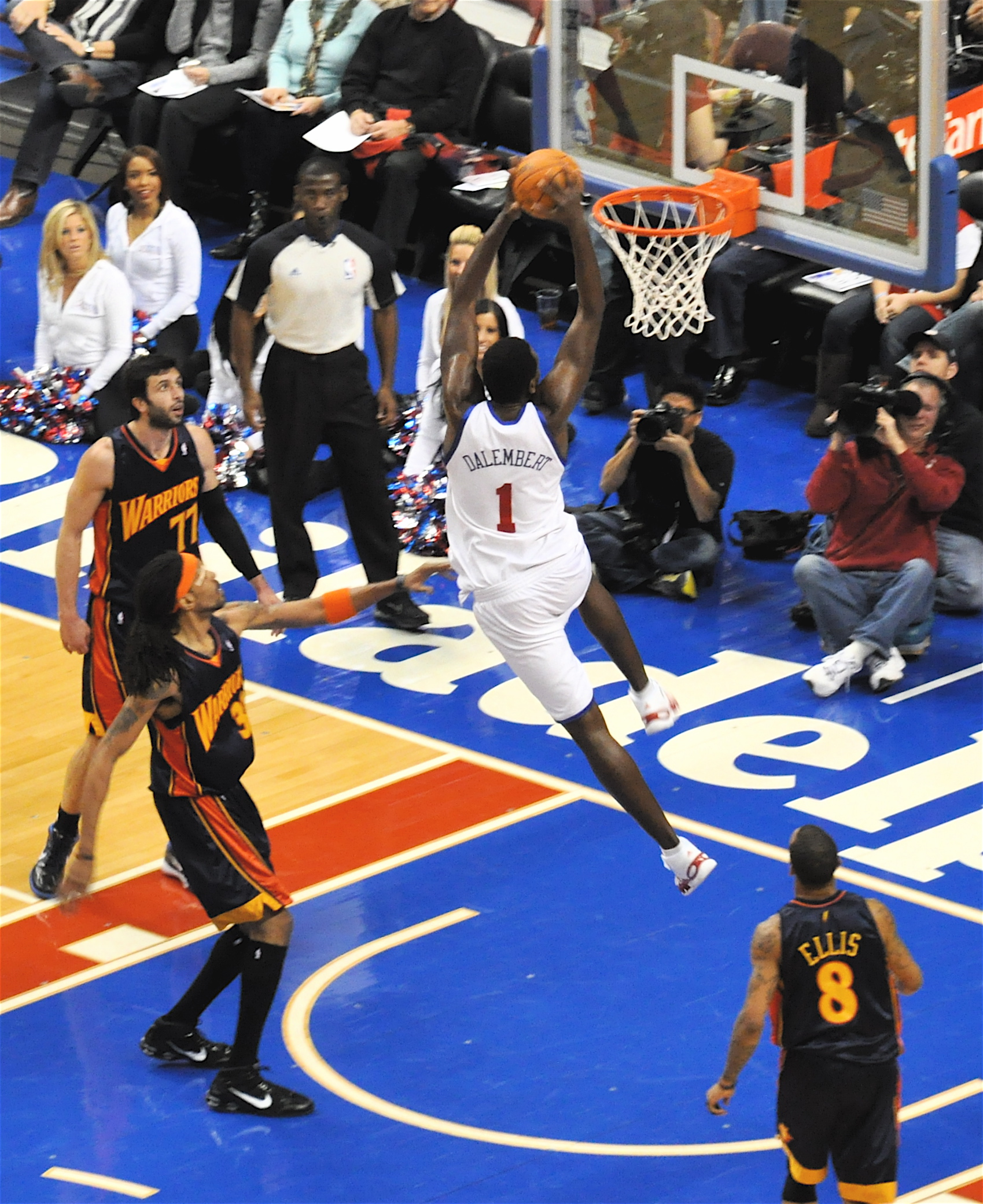

## طرفداران
در میان مشاهیر، ویل اسمیت و کوین هارت از طرفداران بزرگ این تیم محسوب می‌گردند.

## وبگاه رسمی
- Philadelphia 76ers